# سيمون كارلسون
سيمون كارلسون (بالسويدية: Simon Karlsson) هو لاعب هوكي الجليد سويدي، ولد في 23 يوليو 1993 في مالمو في السويد.

## وصلات خارجية
- سيمون كارلسون على موقع دوري الهوكي الوطني (الإنجليزية)
- سيمون كارلسون على موقع EliteProspects.com (الإنجليزية)
- سيمون كارلسون على موقع HockeyDB.com (الإنجليزية)